# 1790 în literatură
Anul 1790 în literatură a implicat o serie de evenimente și cărți noi semnificative.  

## Cărți noi
- Xavier de Maistre - Voyage around my Room
- Mary Pilkington - Delia
- Ann Radcliffe - A Sicilian Romance
- Alexander Radishchev - Journey from St. Petersburg to Moscow
- Hasan Shah - The Dancing Girl
- Helen Maria Williams - Julia